# Monzambano
Monzambano (lombardul: Monsanbàn) település Olaszországban, Lombardia régióban, Mantova megyében. Lakosainak száma 4816 fő (2023. január 1.). Monzambano Ponti sul Mincio, Valeggio sul Mincio, Volta Mantovana, Cavriana és Pozzolengo községekkel határos.

## Népesség
A település lakossága az elmúlt években az alábbi módon változott:
| Lakosok száma | 4836 | 4877 | 4816 |
|               | 2017 | 2018 | 2023 |